# Suvereto
Suvereto is een gemeente in de Italiaanse provincie Livorno (regio Toscane) en telt 2948 inwoners (31-12-2004). De oppervlakte bedraagt 92,9 km², de bevolkingsdichtheid is 32 inwoners per km².

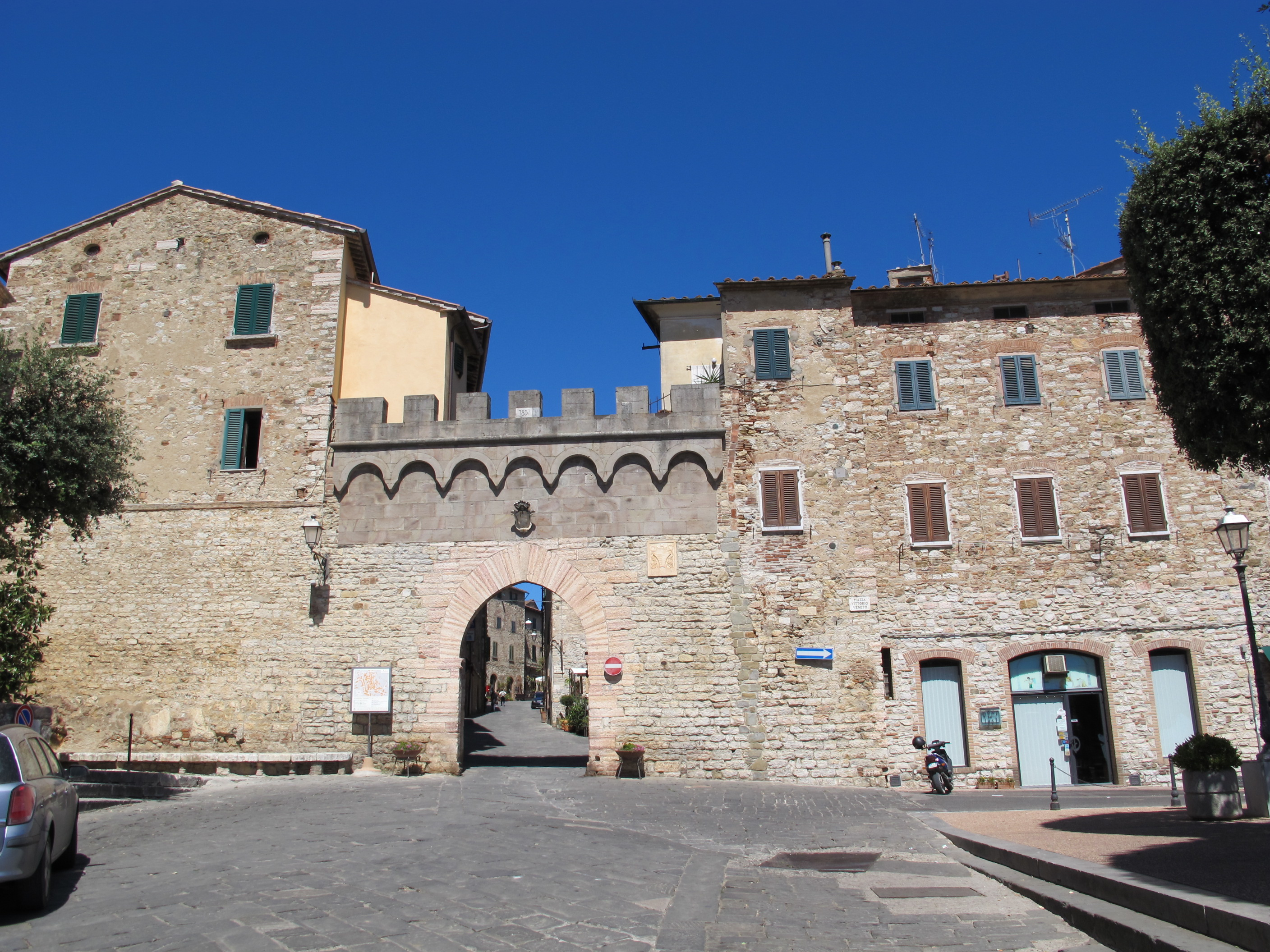
Zuidelijke poort
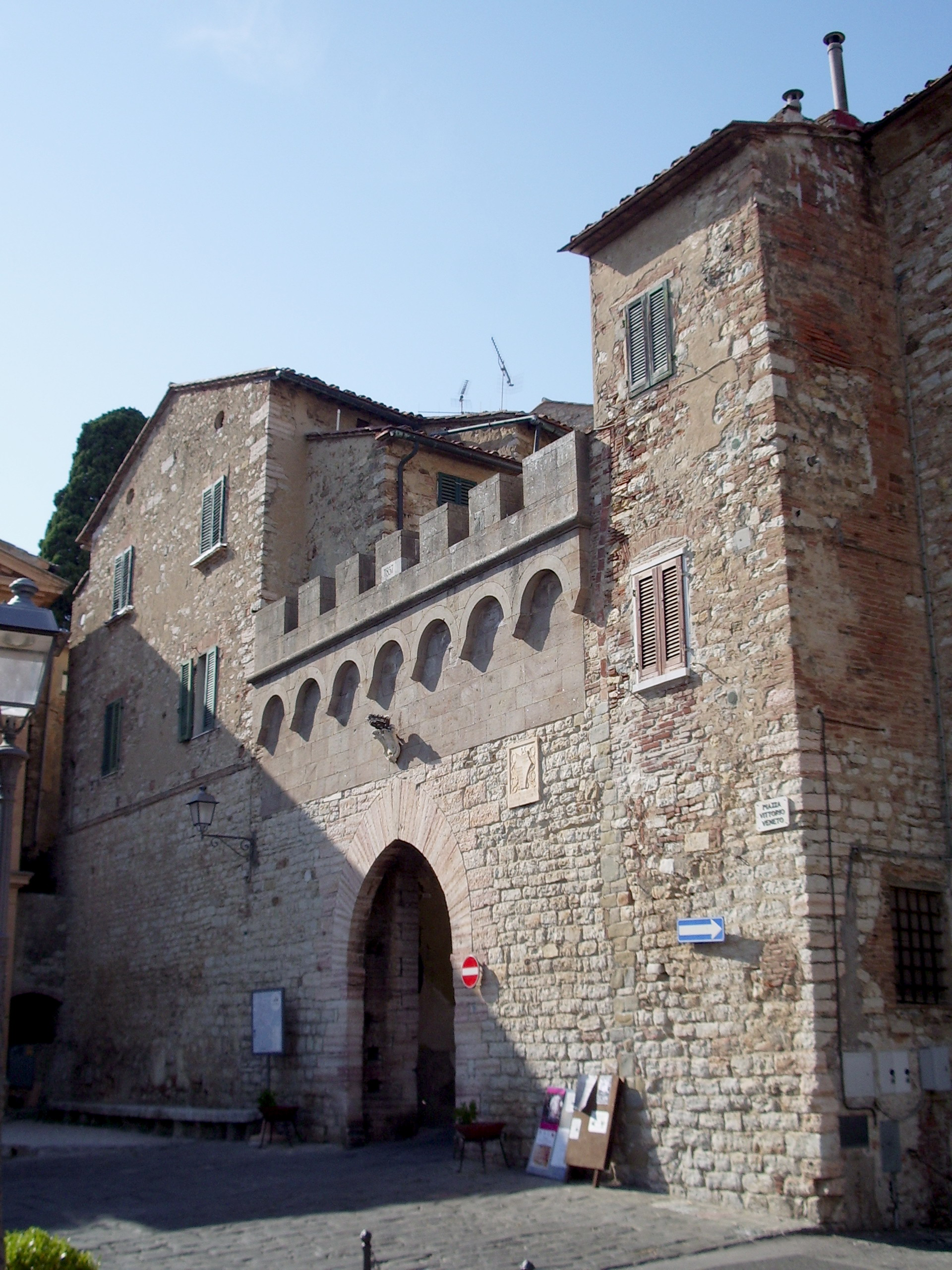
Porta di Sotto
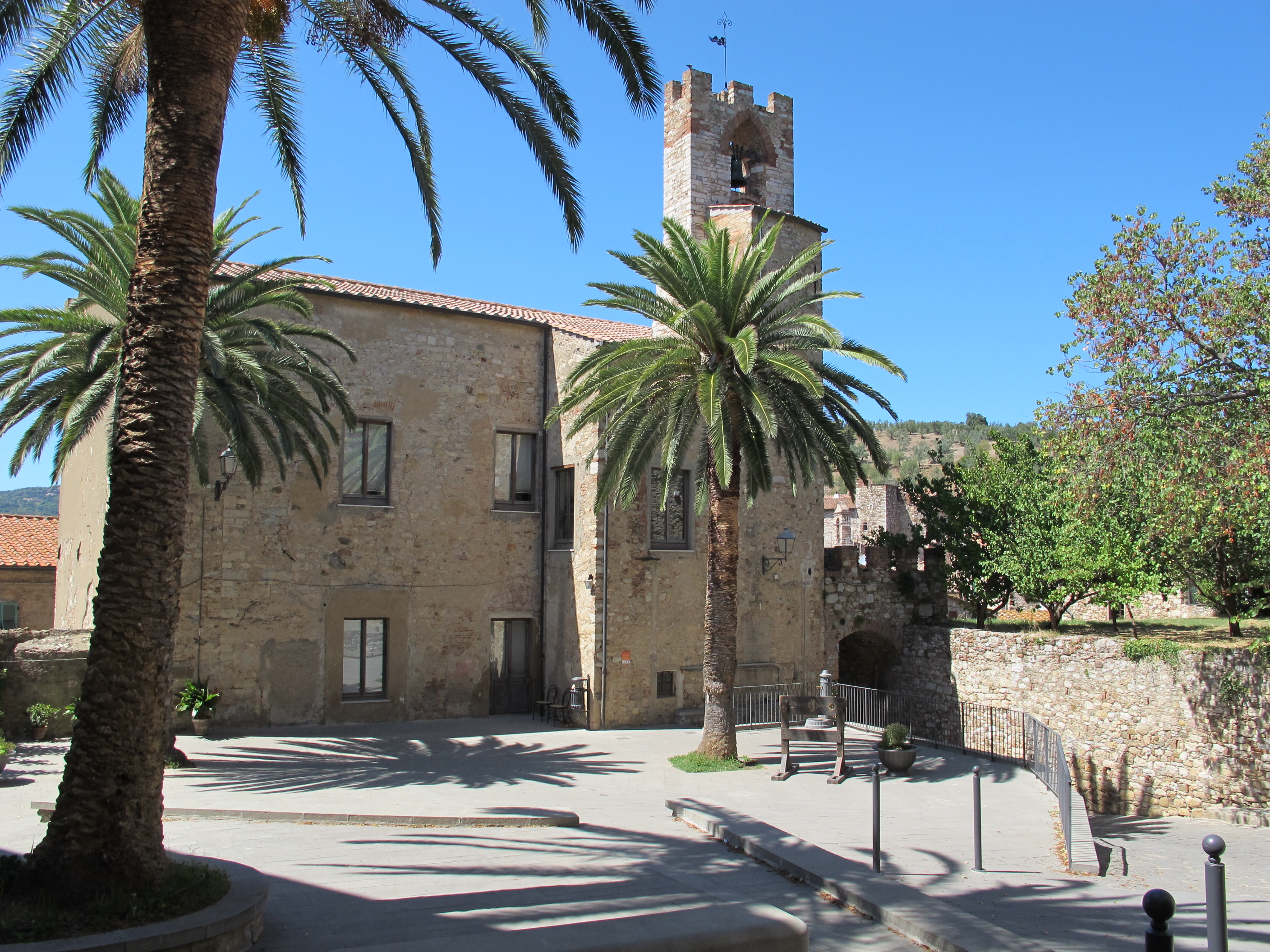
Gemeentehuis
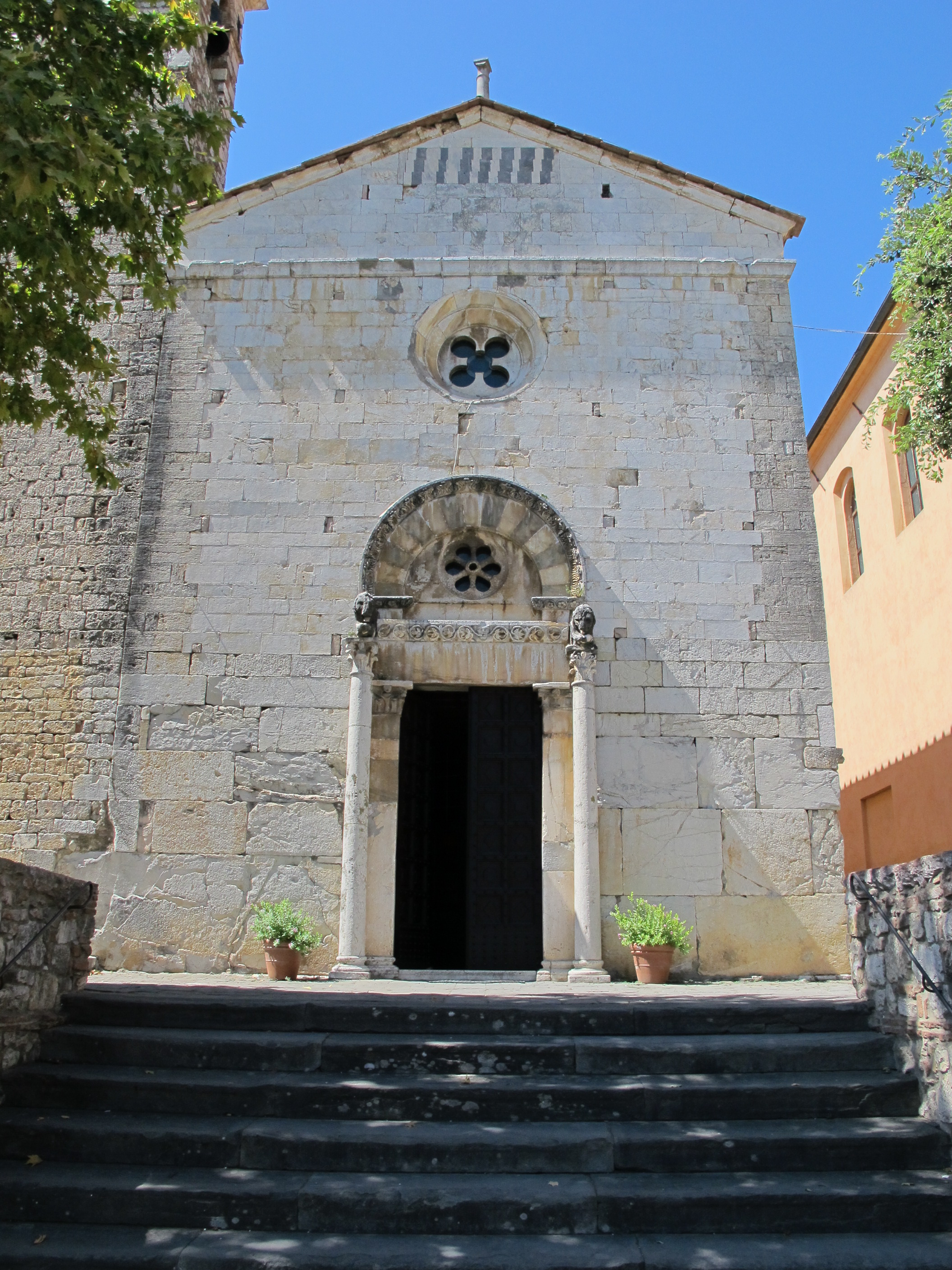
San Giusto vescovo
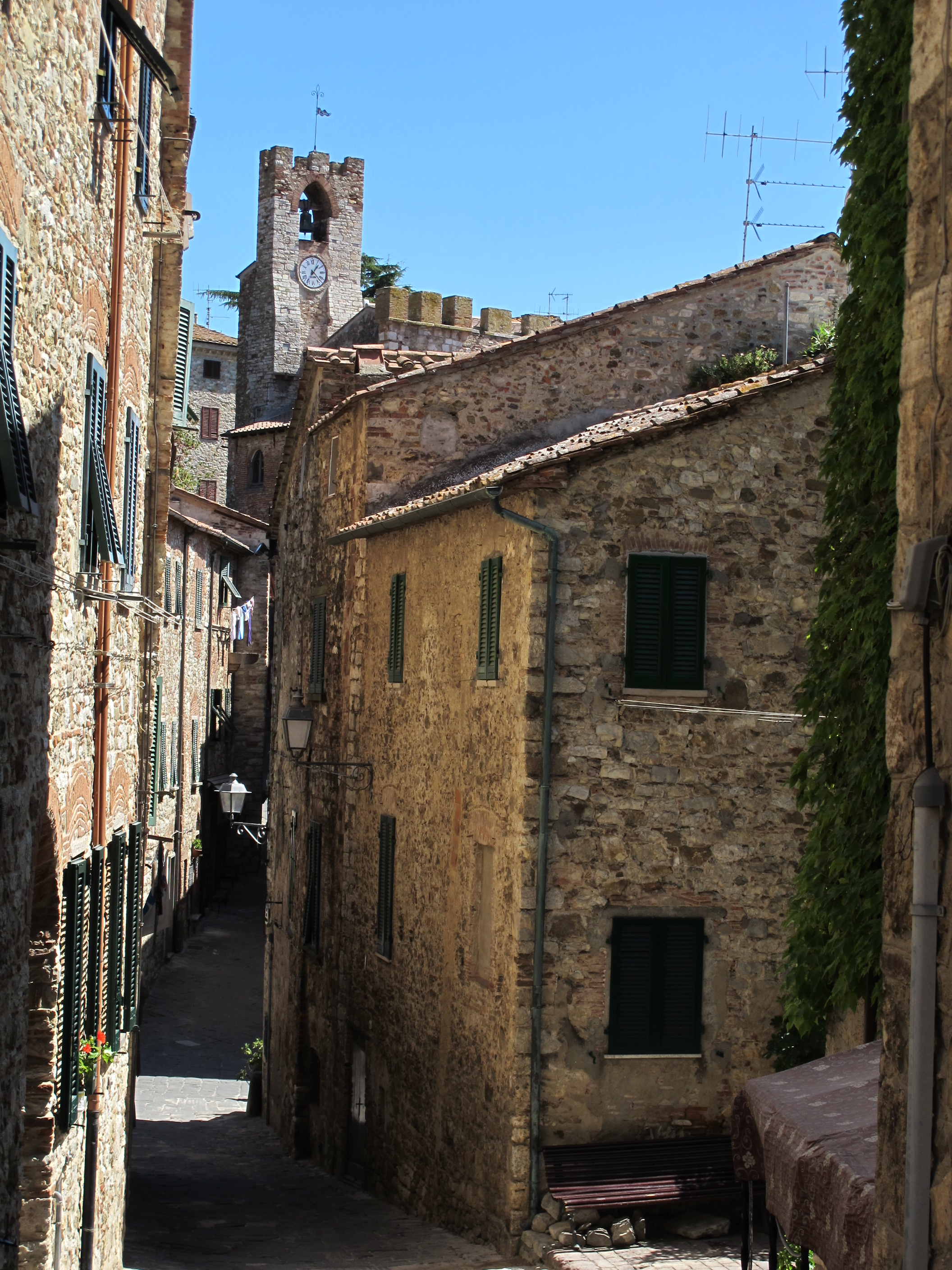
Straat in Suivereto

## Demografie
Suvereto telt ongeveer 1252 huishoudens. Het aantal inwoners daalde in de periode 1991-2001 met 5,1% volgens cijfers uit de tienjaarlijkse volkstellingen van ISTAT.
| Jaar | Inwoneraantal |
| ---- | ------------- |
| 1991 | 3053          |
| 2001 | 2897          |

## Geografie
De gemeente ligt op ongeveer 90 meter boven zeeniveau.
Suvereto grenst aan de volgende gemeenten: Campiglia Marittima, Castagneto Carducci, Follonica (GR), Massa Marittima (GR), Monterotondo Marittimo (GR), Monteverdi Marittimo (PI), Piombino, San Vincenzo, Sassetta.
Bibbona · Campiglia Marittima · Campo nell'Elba · Capoliveri · Capraia Isola · Castagneto Carducci · Cecina · Collesalvetti · Livorno · Marciana · Marciana Marina · Piombino · Porto Azzurro · Portoferraio · Rio Marina · Rio nell'Elba · Rosignano Marittimo · San Vincenzo · Sassetta · Suvereto
1. ↑  https://demo.istat.it/?l=it.